# Cyprus Cup 2014
La Cyprus Cup 2014 è stata la settima edizione della Cyprus Cup, un torneo a inviti per Nazionali di calcio femminile tenuto a Cipro con cadenza annuale. Ebbe luogo dal 5 al 12 marzo 2014.

## Formula del torneo
La Cyprus Cup si svolge in due fasi:
La prima parte della competizione è una fase a gironi in cui le dodici squadre invitate sono divise in tre gruppi di quattro squadre ciascuno. Simile all'Algarve Cup, le squadre inserite nei Gruppo A e Gruppo B sono nazionali che occupano i vertici della classifica mondiale della FIFA e che hanno potenzialmente più possibilità di conquistare il trofeo. a questi è affiancato un Gruppo C costituito da squadre di classifica inferiore. Ogni gruppo disputa un girone all'italiana di sei partite, con ogni squadra che gioca una partita contro ciascuna delle altre squadre dello stesso gruppo.
La seconda fase è un unico "finals day" in cui sei partite che coinvolgono tutte le dodici squadre sono giocate per determinare la classifica finale del torneo, con i match-up come segue:
- Finale: si incontrano le squadre prime classificate nei Gruppi A e B.
- Finale per il terzo posto: si incontrano la prima classificata del Gruppo C e la migliore seconda classificata nei Gruppi A e B.
- Quinto posto: si incontrano la seconda classificata del Gruppo C e la perdente tra le seconde classificate nei Gruppi A e B.
- Settimo posto: si incontrano le terze classificate nei Gruppi A e B.
- Nono posto: si incontrano la terza classificata del Gruppo C la migliore quarta classificata nei Gruppi A e B.
- Undicesimo posto: si incontrano la quarta classificata del Gruppo C e la perdente tra le quarte classificate nei Gruppi A e B.

## Città ospitanti
Le città scelte per ospitare l'evento sono in tre, con quattro impianti sportivi
| Stadio              | Città     | Posti  |
| ------------------- | --------- | ------ |
| Stadio Neo GSP      | Nicosia   | 22 859 |
| GSZ Stadium         | Larnaca   | 13 032 |
| Stadio Ammochostos  | Larnaca   | 5 500  |
| Stadio Tasos Markou | Paralimni | 5 800  |

## Nazionali invitate
- Australia
- Canada
- Corea del Sud
- Finlandia

- Francia
- Inghilterra
- Irlanda
- Italia

- Nuova Zelanda
- Paesi Bassi
- Scozia
- Svizzera

## Fase a gironi

### Gruppo A
| Squadra     | P.ti | G | V | P | S | GF | GS | DR |
| ----------- | ---- | - | - | - | - | -- | -- | -- |
| Inghilterra | 9    | 3 | 3 | 0 | 0 | 7  | 0  | +7 |
| Canada      | 6    | 3 | 2 | 0 | 1 | 6  | 3  | +3 |
| Italia      | 1    | 3 | 0 | 1 | 2 | 2  | 6  | -4 |
| Finlandia   | 1    | 3 | 0 | 1 | 2 | 1  | 7  | -6 |

| Nicosia 5 marzo 2014, ore 14:30                                 | Canada    | 3 – 0 referto | Finlandia | Stadio Neo GSP |
| \| \| \| \| \| Schmidt 34’, 41’ Sinclair 60’ \| Marcatori \| \| |           |               |           |                |
|                                                                 |           |               |           |                |
| Schmidt 34’, 41’ Sinclair 60’                                   | Marcatori |               |           |                |

| Larnaca 5 marzo 2014, ore 17:30                                | Inghilterra | 2 – 0 referto | Italia | Stadio Ammochostos |
| \| \| \| \| \| Carney 45’ (rig.) Duggan 62’ \| Marcatori \| \| |             |               |        |                    |
|                                                                |             |               |        |                    |
| Carney 45’ (rig.) Duggan 62’                                   | Marcatori   |               |        |                    |

| Larnaca 7 marzo 2014, ore 14:30                                   | Finlandia | 0 – 3 referto                   | Inghilterra | GSZ Stadium |
| \| \| \| \| \| \| Marcatori \| 31’ Asante 67’ Bonner 72’ Aluko \| |           |                                 |             |             |
|                                                                   |           |                                 |             |             |
|                                                                   | Marcatori | 31’ Asante 67’ Bonner 72’ Aluko |             |             |

| Larnaca 7 marzo 2014, ore 17:30                                              | Canada    | 3 – 1 referto | Italia | GSZ Stadium |
| \| \| \| \| \| Matheson 33’ Leon 44’ Kyle 48’ \| Marcatori \| 51’ Girelli \| |           |               |        |             |
|                                                                              |           |               |        |             |
| Matheson 33’ Leon 44’ Kyle 48’                                               | Marcatori | 51’ Girelli   |        |             |

| Nicosia 10 marzo 2014, ore 14:30                    | Inghilterra | 2 – 0 referto | Canada | Stadio Neo GSP |
| \| \| \| \| \| Sanderson 2’, 33’ \| Marcatori \| \| |             |               |        |                |
|                                                     |             |               |        |                |
| Sanderson 2’, 33’                                   | Marcatori   |               |        |                |

| Larnaca 10 marzo 2014, ore 14:30                         | Italia    | 1 – 1 referto | Finlandia | GSZ Stadium |
| \| \| \| \| \| Panico 82’ \| Marcatori \| 34’ Talonen \| |           |               |           |             |
|                                                          |           |               |           |             |
| Panico 82’                                               | Marcatori | 34’ Talonen   |           |             |

### Gruppo B
| Squadra     | P.ti | G | V | P | S | GF | GS | DR |
| ----------- | ---- | - | - | - | - | -- | -- | -- |
| Francia     | 7    | 3 | 2 | 1 | 0 | 7  | 3  | +4 |
| Scozia      | 7    | 3 | 2 | 1 | 0 | 9  | 6  | +3 |
| Australia   | 1    | 3 | 0 | 1 | 2 | 6  | 9  | -3 |
| Paesi Bassi | 1    | 3 | 0 | 1 | 2 | 5  | 9  | -4 |

| Arbitro: | Linn Andersson |

|                               |           |                      |
| Miedema 12’ van der Gragt 33’ | Marcatori | 54’ Gorry 59’ Heyman |

| Arbitro: | Frida Nielsen |

|                    |           |            |
| Beattie 68’ (aut.) | Marcatori | 8’ L. Ross |

| Arbitro: | Esther Staubli |

|                                 |           |                                  |
| Evans 16’, 18’, 34’ Beattie 55’ | Marcatori | 43’ Pieëte 44’ Martens 70’ Melis |

| Nicosia 7 marzo 2014, ore 17:30                                                                | Australia | 2 – 3 referto                 | Francia | Stadio Neo GSP |
| \| \| \| \| \| Kerr 55’ van Egmond 72’ (rig.) \| Marcatori \| 9’ Delie 24’ Thomis 37’ Nécib \| |           |                               |         |                |
|                                                                                                |           |                               |         |                |
| Kerr 55’ van Egmond 72’ (rig.)                                                                 | Marcatori | 9’ Delie 24’ Thomis 37’ Nécib |         |                |

| Arbitro: | Lina Lehtovaara |

|  |           |                                 |
|  | Marcatori | 39’, 81’ Bussaglia 90+4’ Renard |

| Arbitro: | Jenny Palmqvist |

|                 |           |                                 |
| Heyman 64’, 74’ | Marcatori | 13’ Evans 30’, 31’, 70’ J. Ross |

### Gruppo C
| Squadra       | P.ti | G | V | P | S | GF | GS | DR |
| ------------- | ---- | - | - | - | - | -- | -- | -- |
| Corea del Sud | 5    | 3 | 1 | 2 | 0 | 6  | 2  | +4 |
| Irlanda       | 5    | 3 | 1 | 2 | 0 | 4  | 3  | +1 |
| Svizzera      | 4    | 3 | 1 | 1 | 1 | 4  | 4  | 0  |
| Nuova Zelanda | 1    | 3 | 0 | 1 | 2 | 2  | 7  | -5 |

| Paralimni 5 marzo 2014, ore 14:30                            | Nuova Zelanda | 1 – 1 referto | Irlanda | Stadio Tasos Markou |
| \| \| \| \| \| Wilkinson 87’ \| Marcatori \| 64’ O'Gorman \| |               |               |         |                     |
|                                                              |               |               |         |                     |
| Wilkinson 87’                                                | Marcatori     | 64’ O'Gorman  |         |                     |

| Arbitro: | Lina Lehtovaara |

|               |           |               |
| Dickenmann 6’ | Marcatori | 48’ Ji So-yun |

| Arbitro: | Lorraine Clark |

|           |           |               |
| Quinn 24’ | Marcatori | 38’ Ji So-yun |

| Paralimni 7 marzo 2014, ore 17:30                                | Svizzera  | 2 – 1 referto | Nuova Zelanda | Stadio Tasos Markou |
| \| \| \| \| \| Aigbogun 65’, 67’ \| Marcatori \| 3’ Wilkinson \| |           |               |               |                     |
|                                                                  |           |               |               |                     |
| Aigbogun 65’, 67’                                                | Marcatori | 3’ Wilkinson  |               |                     |

| Paralimni 10 marzo 2014, ore 14:30                                               | Svizzera  | 1 – 2 referto            | Irlanda | Stadio Tasos Markou |
| \| \| \| \| \| Dickenmann 76’ (rig.) \| Marcatori \| 48’ O'Sullivan 90’ Roche \| |           |                          |         |                     |
|                                                                                  |           |                          |         |                     |
| Dickenmann 76’ (rig.)                                                            | Marcatori | 48’ O'Sullivan 90’ Roche |         |                     |

| Arbitro: | Lorraine Clark |

|                                                          |           |  |
| Kwon Ha-neul 8’, 71’ Yoo Young-ah 36’ Park Hee-young 52’ | Marcatori |  |

## Incontri per i piazzamenti
Tutti gli orari sono in ora locale (UTC+0)

### 11º posto
| Paralimni 12 marzo 2014, ore 11:00              | Finlandia | 0 – 1 referto | Nuova Zelanda | Stadio Tasos Markou |
| \| \| \| \| \| \| Marcatori \| 42’ Gregorius \| |           |               |               |                     |
|                                                 |           |               |               |                     |
|                                                 | Marcatori | 42’ Gregorius |               |                     |

### 9º posto
| Larnaca 12 marzo 2014, ore 11:30                                                         | Paesi Bassi | 4 – 1 referto   | Svizzera | GSZ Stadium |
| \| \| \| \| \| Miedema 1’ Martens 17’, 50’ Heuver 90’ \| Marcatori \| 3’ Crnogorčević \| |             |                 |          |             |
|                                                                                          |             |                 |          |             |
| Miedema 1’ Martens 17’, 50’ Heuver 90’                                                   | Marcatori   | 3’ Crnogorčević |          |             |

### 7º posto
| Paralimni 12 marzo 2014, ore 14:00                                                                         | Italia    | 2 – 5 referto                                   | Australia | Stadio Tasos Markou |
| \| \| \| \| \| Tuttino 86’ Panico 90+1’ \| Marcatori \| 17’ Kerr 22’, 38’ van Egmond 56’ Gorry 79’ Raso \| |           |                                                 |           |                     |
| |           |                                                 |           |                     |
| Tuttino 86’ Panico 90+1’                                                                                   | Marcatori | 17’ Kerr 22’, 38’ van Egmond 56’ Gorry 79’ Raso |           |                     |

### 5º posto
| Nicosia 12 marzo 2014, ore 14:00                                          | Canada    | 2 – 1 referto  | Irlanda | GPS Stadium |
| \| \| \| \| \| Matheson 55’ Schmidt 90’ \| Marcatori \| 13’ Littlejohn \| |           |                |         |             |
|                                                                           |           |                |         |             |
| Matheson 55’ Schmidt 90’                                                  | Marcatori | 13’ Littlejohn |         |             |

### 3º posto
| Arbitro: | Linn Andersson |

|            |           |                  |
| Little 87’ | Marcatori | 64’ Yoo Young-ah |

## Finale
| Nicosia 12 marzo 2014, ore 18:00                      | Inghilterra | 0 – 2 referto       | Francia | Stadio Neo GSP |
| \| \| \| \| \| \| Marcatori \| 6’ Thiney 18’ Abily \| |             |                     |         |                |
|                                                       |             |                     |         |                |
|                                                       | Marcatori   | 6’ Thiney 18’ Abily |         |                |

## Classifica finale
| Posizione | Squadra       |
| --------- | ------------- |
| 1         | Francia       |
| 2         | Inghilterra   |
| 3         | Corea del Sud |
| 4         | Scozia        |
| 5         | Canada        |
| 6         | Irlanda       |
| 7         | Australia     |
| 8         | Italia        |
| 9         | Paesi Bassi   |
| 10        | Svizzera      |
| 11        | Nuova Zelanda |
| 12        | Finlandia     |

## Classifica marcatori
4 reti
- Lisa Evans

3 reti
- Michelle Heyman
- Emily van Egmond

- Sophie Schmidt
- Lieke Martens

- Jane Ross

2 reti
- Katrina Gorry
- Samantha Kerr
- Diana Matheson
- Lianne Sanderson

- Élise Bussaglia
- Patrizia Panico
- Vivianne Miedema
- Hannah Wilkinson

- Kwon Ha-neul
- Ji So-yun
- Yoo Young-ah
- Lara Dickenmann

1 rete
- Hayley Raso
- Kaylyn Kyle
- Adriana Leon
- Christine Sinclair
- Eniola Aluko
- Anita Asante
- Gemma Bonner
- Karen Carney
- Toni Duggan
- Sanna Talonen
- Camille Abily

- Marie-Laure Delie
- Louisa Nécib
- Wendie Renard
- Gaëtane Thiney
- Élodie Thomis
- Ruesha Littlejohn
- Áine O'Gorman
- Denise O'Sullivan
- Louise Quinn
- Stephanie Roche
- Cristiana Girelli

- Alessia Tuttino
- Park Hee-young
- Maayke Heuver
- Manon Melis
- Marlous Pieëte
- Stefanie van der Gragt
- Sarah Gregorius
- Jennifer Beattie
- Kim Little
- Leanne Ross
- Ana-Maria Crnogorčević

1 autorete
- Jennifer Beattie (a favore della Francia)